# 41279 Trentman
41279 Trentman este un asteroid din centura principală de asteroizi.

## Descriere
41279 Trentman este un asteroid din centura principală de asteroizi. A fost descoperit pe 8 decembrie 1999 la Olathe (Kansas) de Larry Robinson (astronom). Asteroidul prezintă o orbită caracterizată de o semiaxă mare de 3,07 ua, o excentricitate de 0,05 și o înclinație de 10,8° în raport cu ecliptica.